# Bayerischer Fußball-Verband
Der Bayerische Fußball-Verband (BFV) ist die Dachorganisation für 4.454 Fußballvereine in Bayern mit über 1.592.098 Mitgliedern (Stand 2023). Damit ist der BFV der größte der 21 Landesverbände des DFB und der größte Sportfachverband des Bayerischen Landessport-Verband (BLSV).

## Geschichte
Der Verband Süddeutscher Fußball-Vereine (VSFV) wurde 1897 in Karlsruhe als regionaler Dachverband für Fußballvereine in Süddeutschland gegründet und umfasste damals auch das Gebiet des Königreichs Bayern. In Bayern wurde in der Saison 1904/05 ein Gau als Teil des Südkreises des VSFV gebildet. Bayern bildete keinen eigenständigen Regionalverband innerhalb des DFB.
Im Zug der Gleichschaltung des Sports durch die Nationalsozialisten lösten sich die Regionalverbände des DFB auf, der süddeutsche Verband beschloss seine Selbstauflösung am 6. August 1933.
Der Bayerische Fußball-Verband (BFV) als späterer eigenständiger Landesverband des DFB wurde erst nach dem Zweiten Weltkrieg im Juni 1946 gegründet, am 4. Februar 1949 erfolgte die Eintragung ins Vereinsregister beim Amtsgericht München. Besonders zwei Personen haben sich als Geburtshelfer des BFV hervorgetan: In Südbayern hat Hans Huber Mitte Januar 1946 die erste Tagung des BFV im Wirtshaus „Postgarten“ am Isartor abgehalten und erste sportliche Ziele formuliert. In Nordbayern zeichnete dafür der Arbeitersportler Andreas Rieß verantwortlich. So wurden bereits in den Anfangsjahren des BFV von München aus 850 Vereine mit 1300 Senioren- und 200 Jugendmannschaften betreut. Den ersten sportlichen Vergleich zwischen Nord- und Südbayern sahen 28.000 Zuschauer. Später etablierte sich der Länderpokal der Männer als attraktiver Wettbewerb, den der BFV im Laufe der Jahre 14 Mal für sich entscheiden konnte.
Im Jahr 1953 kaufte der BFV ein 4000 m² großes Grundstück an der Brienner Straße in München. Das „Haus des Fußballs“, das darauf gebaut worden ist, dient dem Verband bis zum heutigen Tag als Hauptsitz.
Die heute international geltende Variante des Elfmeterschießens geht auf den Schiedsrichter Karl Wald und den BFV zurück. Wald fand am 30. Mai 1970 auf dem bayerischen Schiedsrichter-Verbandstag in München für die von ihm ausgearbeitete geltende Regel eine Mehrheit bei den Delegierten, gegen den Widerstand der Verbandsführung. Wenig später übernahm auch der Deutsche Fußball-Bund (DFB) die Regel aus Bayern.
Im Jahr 1994 eröffnete der BFV gemeinsam mit dem BLSV in Oberhaching im Landkreis München eine eigene Sportschule.
Im Juni 2019 richtete der BFV den UEFA Regions’ Cup, die Europameisterschaft der Amateure, aus und wurde mit der bayerischen Auswahl Vize-Europameister.

## Verbandsgebiet
Das Verbandsgebiet erstreckt sich auf den Freistaat Bayern, wobei einige Vereine (auf bayerischem Gebiet) nicht zum BFV, sondern zum Württembergischen Fußballverband, Hessischen Fußball-Verband oder Badischen Fußballverband gehören.
Das Verbandsgebiet ist in sieben Bezirke (Oberbayern, Niederbayern, Schwaben, Oberpfalz, Oberfranken, Mittelfranken und Unterfranken) aufgeteilt, die Bezirke wiederum in insgesamt 22 Kreise. In jedem Bezirk befindet sich eine dezentrale Geschäftsstelle. Im Jahr 2006 wurde eine Reform der Verbandsstruktur umgesetzt, unter anderem mit der Folge, dass jeder Kreis aus mindestens 100 Vereinen bestehen muss. Umgekehrt reduzierten Mittelfranken und Oberfranken die Spielkreise jeweils, Unterfranken weist seitdem einen Spielkreis mehr auf.
Im Einzelnen (Stand 2019):
- Bezirk Mittelfranken, bestehend aus den drei Kreisen: Erlangen/Pegnitzgrund, Neumarkt/Jura und Nürnberg/Frankenhöhe
- Bezirk Niederbayern, bestehend aus den zwei Kreisen: Niederbayern West, Niederbayern Ost
- Bezirk Oberbayern, bestehend aus den vier Kreisen: Donau/Isar, Inn/Salzach, München und Zugspitze
- Bezirk Oberfranken, bestehend aus den drei Kreisen: Bamberg/Bayreuth/Kulmbach, Coburg/Kronach/Lichtenfels und Hof/Tirschenreuth/Wunsiedel
- Bezirk Oberpfalz, bestehend aus den drei Kreisen: Amberg/Weiden, Cham/Schwandorf und Regensburg
- Bezirk Schwaben, bestehend aus den drei Kreisen: Allgäu, Augsburg und Donau
- Bezirk Unterfranken, bestehend aus den vier Kreisen: Aschaffenburg, Rhön, Schweinfurt und Würzburg

## Organisation

### Verbandsstruktur
Höchstes Organ des Bayerischen Fußball-Verbandes ist der im Vier-Jahre-Rhythmus stattfindende Verbandstag (zuletzt im Juni 2022). Dieser wählt unter anderem den BFV-Präsidenten. Seit dem 25. Juni 2022 bekleidet dieses Amt der Jurist Christoph Kern. Zusammen mit dem sechsköpfigen Präsidium und dem Verbandsvorstand leitet er den Verband.
Das Präsidium besteht aus dem Präsidenten, dem Schatzmeister und vier Vizepräsidenten.
Der Verbandsvorstand besteht aus
- den sechs Präsidiumsmitgliedern,
- sieben Bezirksvorsitzenden, wovon zwei auch Präsidiumsmitglieder sind,
- den fünf Vorsitzenden der Fachausschüsse,
- drei weiteren Mitgliedern (U30-Mitglied, Verbandsanwalt, Prüfungskommission)
- dem Ehrenpräsidenten Heinrich Schmidhuber
- und dem Ehrenpräsidenten Rainer Koch.[9]

In fünf Fachausschüssen für die Bereiche Herren-Spielbetrieb, Schiedsrichter, Frauen und Mädchen, Jugend und Sportgerichte werden die inhaltlichen Weichen für den organisierten bayerischen Amateurfußball gestellt.
Über 800 weitere ehrenamtliche Verbandsmitarbeiter und über 80 hauptamtliche Mitarbeiter in der Verbandszentrale sind im BFV tätig.

### Verbandszentrale
Hauptabteilungen

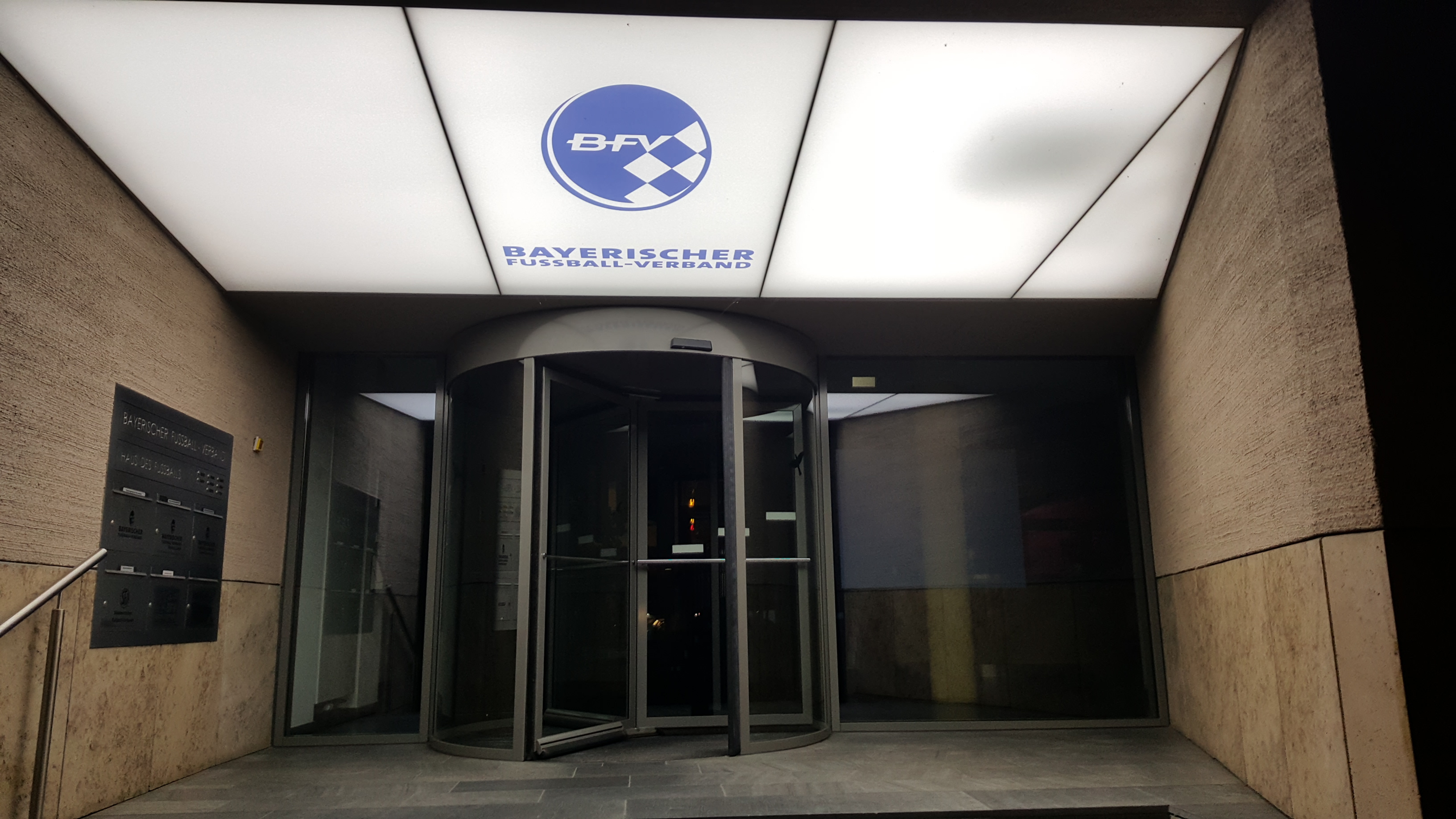
Zentrale des BFV in der Münchner Brienner Straße

In der Münchner Verbandszentrale gibt es unterhalb des Geschäftsführers Jürgen Igelspacher drei Hauptabteilungsebenen für Sport, Gesellschaft/Recht und die Verbandsverwaltung, die Vermarktungstochtergesellschaft BFV Service GmbH und die Kommunikationsabteilung. Neben den Bereichen Finanzen, IT und Hausverwaltung ist der Verbandsverwaltung auch die Passabteilung des Verbandes, die pro Jahr über 160.000 Vorgänge und Anträge bearbeitet, angegliedert.
Kommunikation und Medienarbeit
Das Verbandsorgan des BFV ist der Bayernsport mit einer Auflage von 23.500 Exemplaren.
Seit dem 1. Oktober 2008 können sich die Fans auf den Online-Video-Portal BFV.TV Tore und wichtige Szenen von Spielen aus der Regionalliga Bayern und den  beiden Bayernligen ansehen.
Als weitere digitale Informationsplattformen betreibt der BFV eine App mit einem Ergebnis-, Sportnews- und Verbandsinformationsportal, ein Widget, das alle Vereine kostenlos auf ihre Homepage einbinden können, den Elektronische Spielbericht, das Pass-Online-System und eigene Social-Media-Kanäle.

### Präsidenten
- 1946–1962: Hans Huber
- 1962–1965: Ludwig Franz
- 1965–1972: Hans Huber
- 1972–1998: Ernst Knoesel
- 1998–2004: Heinrich Schmidhuber
- 2004–2022: Rainer Koch
- seit 2022: Christoph Kern

## Spielbetrieb

### Spielbetrieb Herren
| Nationale Ebene | Liga des BFV        |
| Herren          | Herren              |
| --------------- | ------------------- |
| IV              | Regionalliga Bayern |
| V               | Bayernliga          |
| VI              | Landesliga          |
| VII             | Bezirksligen        |
| VIII            | Kreisligen          |
| IX              | Kreisklassen        |
| X               | A-Klassen           |
| XI              | B-Klassen           |
| XII             | C-Klassen           |
| Frauen          |                     |
| IV              | Bayernliga          |
| V               | Landesligen         |
| VI              | Bezirks-Oberligen   |
| VII             | Bezirksligen        |
| VIII            | Kreisligen          |
| IX              | Kreisklassen        |
| X               | A-Klassen           |

Oberste Spielklasse der Männer innerhalb des Bayerischen Fußball-Verbands ist die Regionalliga Bayern. Der Meister der Regionalliga nimmt an der Aufstiegsrunde zur 3. Liga teil, in der Saison 2019/20 erhält die Regionalliga Bayern aufgrund eines Beschlusses des DFB-Bundestages vom 7. Dezember 2017 zusammen mit der Regionalliga Nord ein festes Aufstiegsrecht. Zweithöchste Liga ist die Bayernliga, welche in zwei Gruppen (Nord und Süd) ausgetragen wird. Als dritte Ligastufe und damit unterste Spielklasse auf Ebene des Landesverbands wird die Landesliga ausgetragen, welche in fünf Gruppen (Nordost, Nordwest, Mitte, Südost und Südwest) eingeteilt ist. Die schlechtplatziertesten Vereine der Landesliga steigen in die jeweilige Bezirksliga des BFV-Bezirks ab, in dessen Zuständigkeitsbereich sie ansässig sind.
Unterhalb der auf Ebene des Landesverbands organisierten Ligen stehen die Bezirksligen (je zwei pro Bezirk), die Kreisligen (eine bis zwei, in München drei pro Kreis), die ebenfalls auf Kreisebene ansässigen Kreisklassen (mindestens so viele wie Kreisligen) und schließlich A-Klasse und in einigen Kreisen auch B- oder sogar C-Klasse.

### Spielbetrieb Frauen
Oberste Spielklasse der Frauen innerhalb des Bayerischen Fußball-Verbands ist die Frauen-Bayernliga. Der Meister der Bayernliga steigt auf in die Frauen-Regionalliga Süd. Zweithöchste Liga ist die Landesliga, welche in zwei Gruppen (Nord und Süd) ausgetragen wird.
Unterhalb der auf Ebene des Landesverbands organisierten Ligen stehen die Bezirks-Oberligen, die Bezirksligen, die Kreisligen, Kreisklassen und schließlich A-Klassen.

### Turniere und Pokale
Herren
- Toto-Pokal
- Bayerische Hallenmeisterschaft
- ERDINGER Meister-Cup

Senioren
- Senioren A (Ü32)
- Senioren B (Ü40)
- Senioren C (Ü45)
- Senioren E (Ü50)
- BFV-Ü40-Cup

Frauen
- Bayerischer Pokal der Frauen
- Bayerische Hallenmeisterschaft um den E.ON Cup
- ERDINGER Meister-Cup

A-Jugend
- BayWa A-Junioren Pokal
- Bayerische Meisterschaft
- Bayerische Hallenmeisterschaft um den E.ON Cup

B-Jugend
- Bayerische Meisterschaft
- Bayerische Hallenmeisterschaft um den E.ON Cup

C-Jugend
- Bau-Pokal
- Bayerische Meisterschaft
- Bayerische Hallenmeisterschaft um den E.ON Cup

C-Juniorinnen
- Bayerische Meisterschaft
- E.ON Cup
- AOB-Cup

D-Jugend
- K und L-Fußballcup

E-Jugend
- E.ON Kids Cup
- Kaufland Soccer Cup

### Statistik
Insgesamt finden in Bayern an einem Wochenende etwa 15.000 Spiele statt, über eine Million Menschen sind in Bayern jedes Wochenende als Spieler, Schiedsrichter, Trainer, Betreuer oder Zuschauer auf den Amateurfußballplätzen. Rund 11.000 Schiedsrichter sorgen mit ehrenamtlichen Spielleitern und Sportrichtern für die Organisation des Verbandsspielbetriebes mit fast 7000 Herren- und Seniorenmannschaften, über 14.000 Juniorenmannschaften sowie rund 1500 Frauen- und Mädchenmannschaften.

## Vereine des BFV in höheren Ligen in der Saison 2025/26

### Herrenfußball
| Nationale Ligastufe | Bezeichnung   | Anzahl | Vereine                                                                       |
| ------------------- | ------------- | ------ | ----------------------------------------------------------------------------- |
| 1.                  | 1. Bundesliga | 2      | FC Bayern München, FC Augsburg                                                |
| 2.                  | 2. Bundesliga | 2      | 1. FC Nürnberg, SpVgg Greuther Fürth                                          |
| 3.                  | 3. Liga       | 4      | SSV Jahn Regensburg, FC Ingolstadt 04, TSV 1860 München, 1. FC Schweinfurt 05 |

### Frauenfußball
| Nationale Ligastufe | Bezeichnung             | Anzahl | Vereine                                               |
| ------------------- | ----------------------- | ------ | ----------------------------------------------------- |
| 1.                  | 1. Frauen-Bundesliga    | 2      | FC Bayern München, 1. FC Nürnberg                     |
| 2.                  | 2. Frauen-Bundesliga    | 2      | FC Bayern München II, FC Ingolstadt 04                |
| 3.                  | Frauen-Regionalliga Süd | 3      | SV Weinberg, FFC Wacker München, SpVgg Greuther Fürth |

### Futsal
| Nationale Ligastufe | Bezeichnung             | Anzahl | Vereine |
| ------------------- | ----------------------- | ------ | --- |
| 1.                  | Futsal-Bundesliga       | 1      | Beton Boys München                                                                                                   |
| 2.                  | Futsal-Regionalliga Süd | 6      | TSV 1860 München, MTV 1881 Ingolstadt, TSV Neuried, TuS 1860 Pfarrkirchen, FC Bayern Kickers Nürnberg, Futsal Allgäu |

## Weitere Aufgaben
Zum satzungsgemäßen Aufgabenbereich des gemeinnützigen Verbandes gehören die Förderung des Leistungs- und Breitensports sowie die Übernahme gesellschaftlicher Verantwortung. Die drei zentralen Säulen der Verbandsarbeit des BFV sind die Organisation des Spielbetriebs, die Talentförderung und sozial- und gesellschaftspolitische Aufgaben.

### Talentförderung
Eine zentrale Säule des BFV ist die Talentförderung. Ziel ist es, jedem Talent unabhängig von seinem Wohnort eine gleiche und faire Chance auf eine heimatnahe und qualifizierte Ausbildung zu bieten. Um die Talente zu entdecken, veranstaltet der BFV jedes Jahr im Juli einen bayernweiten Talentsichtungstag, an dem alle Kinder teilnehmen können, die im selben Jahr ihren 11. Geburtstag feiern. Bei den Mädchen beginnt die Talentförderung mit einer eigenen Grundsichtung für fußballinteressierte Mädchen im Frühjahr und regelmäßige Schnuppertrainings unter dem Motto „Ballbina kickt“. 192 Honorartrainer sorgen dafür, dass die jungen Talente den Weg vom kleinen Heimatverein in der Fläche, über die 64 Basis-Stützpunkte des DFB in die 18 BFV-Nachwuchsleitungszentren und im Idealfall zu den Nachwuchsmannschaften der Profivereine schaffen. Zusätzlich verknüpfen die vom BFV in Zusammenarbeit mit dem Kultusministerium und dem FC Bayern München, 1. FC Nürnberg, TSV 1860 München, der SpVgg Greuther Fürth und der SpVgg Unterhaching betriebenen Eliteschulen des Fußballs in München, Nürnberg und Augsburg eine hochqualifizierte Schul- und Sportausbildung. Während insgesamt gesehen der Organisationsgrad bei den Junioren weitestgehend ausgereizt ist, gibt es bei den Frauen und Mädchen noch viel Potenzial in Bayern.

### Sozial- und gesellschaftspolitisches Engagement
Mit Kampagnen und Aktionen macht sich der BFV für das Thema Integration stark, setzt gemeinsam mit seinen Vereinen ein klares Zeichen gegen Rassismus, Gewalt und Fremdenfeindlichkeit und für Toleranz und Respekt. Etwa durch die BFV-Anti-Rassismus-Kampagne mit dem Spot „Rassismus is a Schmarrn“, durch bayernweite Zeichen wie dem Aktionstag „Gemeinsam gegen Rechtsextremismus“ zusammen mit dem bayerischen Bündnis für Toleranz, durch Unterstützung des „Gräfenberger Sportbündnisses“, „Music for Goals“ und des „Erinnerungstag im deutschen Fußball“ und durch Bereitstellung von 22 Konfliktmanagern. 2009 eröffnete BFV-Präsident Rainer Koch auf dem Gelände des ehemaligen Konzentrationslagers Dachau die Ausstellung „Kicker, Kämpfer und Legenden“, die später auch im „Haus des Fußballs“ in München zu sehen war. Seine soziale und gesellschaftliche Verantwortung nimmt der BFV auch mit der 2012 gegründeten Sozialstiftung wahr. Die Stiftungsmittel setzen sich aus Spenden und dem BFV-Sozialeuro zusammen: bei allen Relegations- und Entscheidungsspielen erhebt der Verband pro Eintrittskarte zusätzlich einen Euro als Sozialabgabe. Neben dem Engagement für das seit 2005 bestehende Sozialprojekt Mosambik und die seit 2013 bestehende Kooperation mit dem Jordanischen Fußballverband (JFA) kann der BFV über die Stiftung zugleich auch bei Notsituationen innerhalb der bayerischen Fußballfamilie tätig werden und finanzielle Hilfe leisten.

### Stärkung des Ehrenamts
Auch für das Ehrenamt als Lebensader des Amateurfußballs und Fundament aller Jugendarbeit setzt sich der BFV mit einer eigenen Kommission für die Pflege und die Förderung des Ehrenamtes ein. Als Dank für den unermüdlichen und unentgeltlichen Einsatz zeichnet der BFV gemeinsam mit herausragenden Persönlichkeiten des Sports (u. a. Franz Beckenbauer, Paul Breitner, Uwe Seeler, Stefan Reuter, Horst Hrubesch, Philipp Lahm und Dietmar Hamann) jeden November bei der großen Ehrenamtspreisverleihung 22 Personen aus den 22 bayerischen Kreisen aus – stellvertretend für die vielen ehrenamtlich Tätigen in Bayern. Seit 2015 gibt es zudem den jungen Ehrenamtspreis „Fußballhelden“, bei dem junge Vereinsfunktionäre unter 30 Jahren für ihr ehrenamtliches Engagement ausgezeichnet werden. Weitere Ehrenamtspreise- und Auszeichnungen werden kreis- und bezirksspezifisch vergeben, ebenso werden in der Fläche verschiedene Schulungsreihen abgehalten. Die Schulung „Zusammenspiel von Prävention und Ehrenamt im Verein“ vermittelt den Teilnehmern Formen der Anerkennung der Mitarbeit, die Einbindung neuer Zielgruppen und Jugendlichen, behandelt aber auch Präventionsthemen wie Alkohol und sexuelle Gewalt. Zusätzlich bietet der BFV Grundschulungen für Vereinsehrenamtsbeauftragte und so genannte Ehrenamtstreffs an. Diese dienen der im Rahmen eines dreiteiligen Aufbaus Information, Weiterbildung und dem Austausch der Vereinsehrenamtsbeauftragten mit dem Kreisehrenamtsbeauftragten.

### Kampagne „Pro Amateurfußball“
Seit 2011 investiert der Bayerische Fußball-Verband jährlich eine Million Euro in die Kampagne „Pro Amateurfußball“. Mit der umfassenden Initiative, die seit dem Verbandstag 2018 elf Schwerpunkte hat, unterstützt der BFV seine Vereine bei ihrer täglichen Arbeit und hilft ihnen, sich zukunftsfähig aufzustellen vor dem Hintergrund sich verändernder gesellschaftlicher Rahmenbedingungen, insbesondere der demografischen Entwicklung: Von 2008 bis 2013 ist die Zahl der Juniorenmannschaften in Bayern von 20.699 auf 16.809 Mannschaften (2013) gesunken – ein Rückgang von fast 19 Prozent. Finanzierungsgrundlage von „Pro Amateurfußball“ sind die Mehreinnahmen aus der Erhöhung der Vereinswechselgebühren, die beim Verbandstag 2010 von Vereinen und Verband gemeinsam beschlossen wurde. Der BFV erhielt dafür 2014 den „UEFA Grassroots Day Award“ als bestes Breitenfußball-Projekt.

## Finanzen und Vermarktung

### Finanzierung und Haushalt
2018 lag das Haushaltsvolumen des BFV bei rund 19,3 Millionen Euro. Die Einnahmen setzten sich aus Zuschüssen des DFB, dem Bayerischen Landessport-Verband und Süddeutschem Fußball-Verband, Passgebühren und Passeinzug, Vermarktungserlöse der BFV Service-GmbH, Schiedsrichter-Einnahmen, Spielabgaben der Profiklubs, Vereinsmeldegebühren, Einnahmen aus Sportgerichtsverfahren, Trainerausbildung, Talentfördercamps und Fußballschulen, Liegenschaften, Vermögensverwaltung, Bezirks- und IT-Gebühren, Veranstaltungen und Spielbetrieb zusammen. Demgegenüber standen gleich hohe Ausgaben für Personalkosten, Weiterentwicklung Amateurfußball, Organisation und Entwicklung Spielbetrieb, Wettbewerbe, Aktionen und Events für die Vereinsbasis, EDV-Kosten, Computerprogramme, Spielbetrieb, Kampagne „Pro Amateurfußball“, Betrieb der Bezirke, Arbeit in den Kreisen, Schiedsrichter-Pool, Talentförderung, Feriencamps und Fußballschulen, Verwaltungs- und Betriebskosten, Verbandsschiedsrichterausschuss, betriebliche Altersvorsorge, Trainerausbildung, Schiedsrichterkassen und Aufwand Regionalliga Bayern.

### Vermarktung
Die im Jahr 2000 gegründete hundertprozentige Tochtergesellschaft BFV Service GmbH kümmert sich um die Partner- und Sponsorenbetreuung, das Digitalmarketing sowie das Eventmanagement. Darunter fallen auch die Firmenfußballturniere B2Soccer. Mit über 20 Mitarbeitern erwirtschaftete die BFV Service-GmbH 2,2 Millionen Euro (Stand: 2017).

### Kritik im Zusammenhang mit der Einschränkung der Videoberichterstattung
Mehrere Zeitungsverlage in Bayern haben sich im Jahr 2015 mit einer kartellrechtlichen Klage gegen Auflagen des Bayerischen Fußballverbandes im Zusammenhang mit der Einschränkung der Videoberichterstattung im bayerischen Amateur-Spitzenfußball gewehrt. Die zuständige bayerische Landeskartellbehörde verwies daraufhin auf den zivilen Rechtsweg. Nach dem Willen des BFV sollten die Verlage ihre Videoaufnahmen von Spielen im bayerischen Amateurspitzenfußball (4. bis 6. Liga) kostenlos der Verbandsplattform BFV.TV überlassen oder eine in der Höhe jeweils an die Liga angepasste Lizenzgebühr (Anmerkung: Regionalliga = 1000 Euro; Bayernliga = 500 Euro; Landesliga = 250 Euro) pro Spiel zahlen, welche der BFV zu 90 Prozent dann an die Vereine ausschütten würde. Ansonsten könnten die Vereine Reporter per Hausrecht ausschließen. Zeitungsverlage warfen dem BFV daraufhin vor, seine Monopolstellung auszunutzen und die Gemeinnützigkeit zu missachten.
Die 17. Kammer für Handelssachen am Landgericht München I stoppte per einstweiliger Verfügung die bisherige Praxis des BFV laut Beschluss vom 12. Mai 2015. Der BFV legte gegen die Einstweilige Verfügung Widerspruch ein. Diesem Widerspruch hat das Landgericht München I am 11. Juni 2015 stattgegeben und die einstweilige Verfügung gegen einzelne, die Akkreditierungsrichtlinien für Medien betreffende Passagen der Zulassungsunterlagen (Saison 2015/16) für die Bayern- und Landesliga aufgehoben.
Aufgrund der in der Öffentlichkeit erhobenen Vorwürfe, der Verband erpresse durch Ausnutzung einer Monopolstellung in marktmissbräuchlicher Weise seine Fußballvereine zur Anerkennung der BFV-Akkreditierungsrichtlinien, beschloss der BFV am 19. Juni 2015, dass die Regelungen nur dann zur Anwendung kommen sollten, wenn sich die Vereine der bayerischen Amateur-Spitzenligen in geheimer Abstimmung mehrheitlich dafür aussprechen.
Auf den Spielgruppen-Tagungen hatten dann die Amateur-Spitzenvereine der Regionalliga Bayern, der beiden Bayernligen sowie der fünf Landesligen mit Mehrheit für eine gemeinsame Wahrnehmung und Verwertung der Videorechte im Zusammenwirken mit dem BFV votiert. In geheimer Abstimmung sprachen sich auf den acht Tagungen insgesamt 90,1 Prozent der Klubs (127 Ja-Stimmen) für die Anwendung der BFV-Akkreditierungsrichtlinien und Regelungen zur Ausübung des Hausrechts aus (14 Gegenstimmen; eine Enthaltung).
Am 22. Juli 2016 hat das Landgericht München I die Klage der Mittelbayerischen Zeitung (MZ) und weiterer Verlage gegen einzelne, die Video-Akkreditierungsrichtlinien für Medien betreffende Passagen der Zulassungsunterlagen des Bayerischen Fußball-Verbandes (BFV) für die Bayern- und Landesliga abgewiesen. Die Richter bestätigten damit im Hauptsacheverfahren die Rechtsposition des BFV. Am 23. März 2017 gab auch das Oberlandesgericht (OLG) München dem BFV Recht und wies die Klage der Mittelbayerischen Zeitung (MZ) und weiterer Verlage ab, zudem erklärte das OLG eine Revision für nicht zulässig.
Schlussendlich bekam der BFV am 29. März 2018 auch beim Bundesgerichtshof (BGH) Recht. Die Kläger wollten erneut die Video-Akkreditierungsrichtlinien des Verbandes – über eine Beschwerde gegen die Nichtzulassung der Klage des Kartellsenats am Oberlandesgericht (OLG) München – zu Fall bringen. Die BGH-Richter wiesen die Beschwerde gegen das Urteil des Kartellsenats am OLG in letzter Instanz ab.

## Sportschule Oberhaching

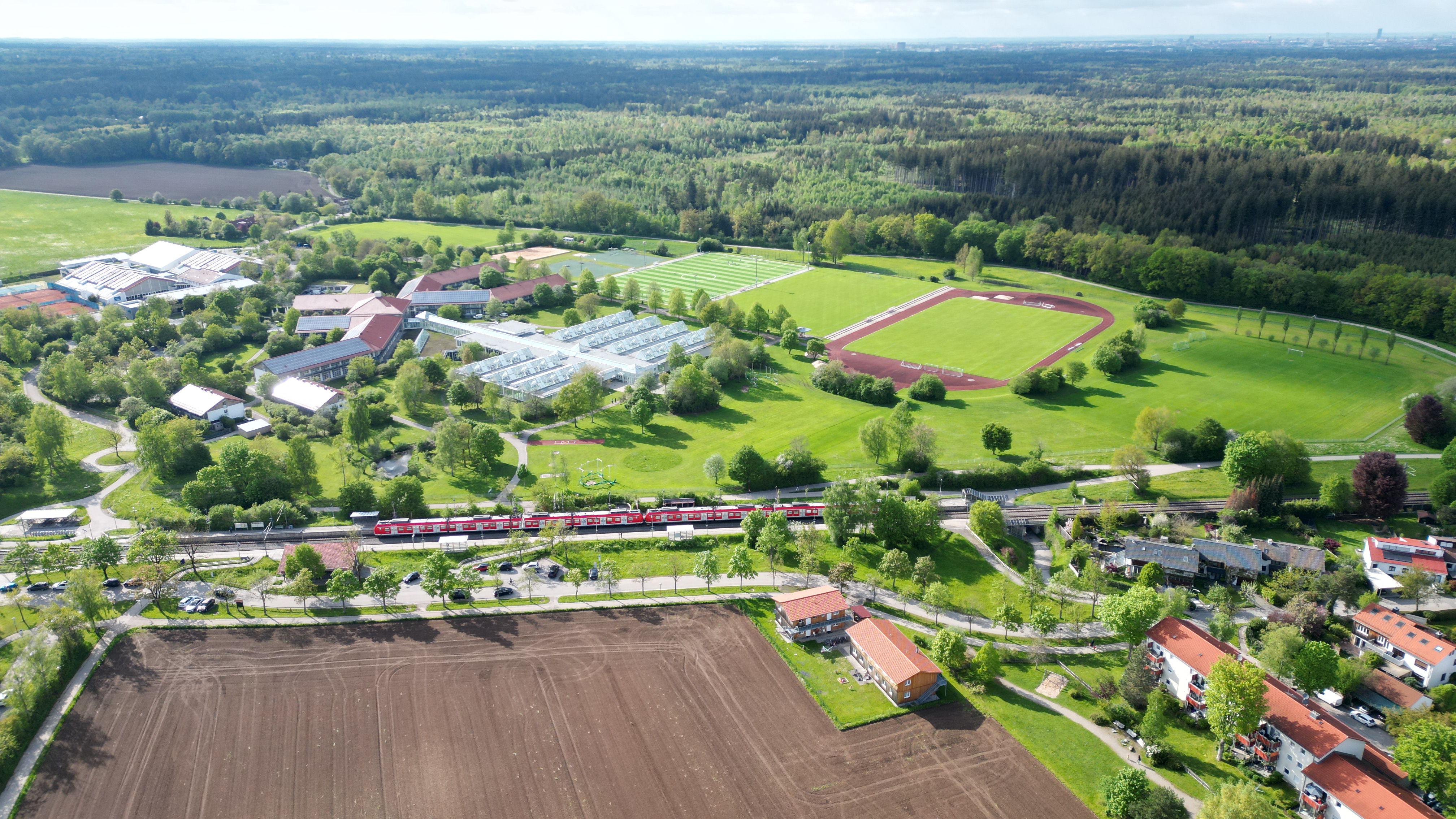
Gelände der Sportschule aus der Luft

In Oberhaching im Landkreis München hat der BFV gemeinsam mit dem BLSV im Jahr 1994 eine eigene Sportschule eröffnet, die sich über eine Fläche von 220.000 m² erstreckt. Beide Verbände sind jeweils 50-prozentige Eigentümer. In der Sportschule, die während der Fußball-Weltmeisterschaft 2006 in Deutschland das Quartier der Nationalmannschaft von Paraguay war, findet die zentrale BFV-Trainerausbildung statt. Auch die deutsche Fußballnationalmannschaft der Männer und der Frauen war mehrfach zu Gast.

## Auszeichnungen
- Bayerischer Sportpreis in der Kategorie „Innovation im Sport“ für „BFV.TV – Das Bayerische Fußballmagazin“ für die Idee, Konzeption und Umsetzung der deutschlandweit ersten „Online-Sportschau“ für den Amateurfußball (2013).
- Deutsch-Türkischer Freundschaftspreis „Kybele“ für die Integrationsarbeit des BFV und den Einsatz des Verbandes für Chancengleichheit und Fairness auf und neben dem Fußballplatz (2014).
- „UEFA Grassroots Day Award“ für die BFV-Kampagne „Pro Amateurfußball“ als bestes Breitenfußball-Projekt (2014).
- Preis zur Förderung der Organspende 2017 für den Aktionsspieltag in ganz Bayern „Bei Unentschieden gewinnt keiner!“ von der Deutschen Transplantationsgesellschaft e. V.
- Sonderpreis Organspende des Bayerischen Staatsministeriums für Gesundheit und Pflege und der Deutschen Stiftung Organtransplantation, Region Bayern.

## Trivia
Im Wettbewerb um den Reichsbundpokal erreichte eine Vertretung aus der Gauliga Bayern 1939, 1940 und 1941 dreimal hintereinander das Endspiel.
Der BFV ist mit 14 Titeln Rekordsieger des Länderpokals der Männer (1952–1955, 1963, 1965, 1968, 1970/71, 1977, 1980, 1989/90, 2000), die Frauen halten zwei Titel (1983, 2002).